# Besleria comosa
Besleria comosa (лат.) — вид цветковых растений рода Беслерия (Besleria) семейства Геснериевые (Gesneriaceae). Эндемик Эквадора. Обитает в тропических и субтропических влажных низинных или горных лесах.